# L'infernale
L'infernale (The Daredevil) è un film muto del 1920 diretto da Tom Mix.

## Produzione
Il film fu prodotto dalla Fox Film Corporation.

## Distribuzione
Distribuito dalla Fox Film Corporation, il film uscì nelle sale cinematografiche statunitensi il 7 marzo 1923.

### Date di uscita
- USA	7 marzo 1920
- Portogallo	10 dicembre 1923

Alias
- Polícia Aérea	Portogallo